# Orobanche grossheimii
Orobanche grossheimii är en snyltrotsväxtart som beskrevs av Ivan Vassiljevich Novopokrovsky. Orobanche grossheimii ingår i släktet snyltrötter, och familjen snyltrotsväxter. Inga underarter finns listade i Catalogue of Life.